# Proceratium numidicum
Proceratium numidicum is een mierensoort uit de onderfamilie van de Proceratiinae. De wetenschappelijke naam van de soort is voor het eerst geldig gepubliceerd in 1912 door Santschi.